# Темні конячки (фільм)
«Темні конячки» (англ. Lesser Prophets, «Менші пророки») — американський кримінальний драматичний фільм 1997 року режисера Вільяма ДеВізіа (англ. William DeVizia), прем'єра якого відбулася 28 листопада 1997 року.
Продюсер фільма Річард Темтчін, композитор Даррен Соломон, автор сценарія Пол Даомед.

## Cюжет
Поліція стежить за трьома букмекерами, але їм вдається втекти і відкрити контору в іншому місці. Випадково їх знаходить один із поліцейських; замість того, щоб здати їх, він вимагає гроші, які програв їм його брат, нині самогубець. Дивакуватий хлопець на ім'я Леон, не зовсім адекватний, знає одного з букмекерів, дає йому пораду, і вони роблять ставку на ферму. Тим часом Леон подружився з хлопцем із сусідньої квартири, чию матір б'є чоловік, який сам займається таємничими крадіжками. Коп, букмекери, злодій, його дружина, а також помилки і добре серце Леона - все це разом призводить до фіналу з вбивством і грошима.

## Акторський склад

### Основний склад
- Емі Бреннеман — Енні
- Скотт Гленн — Іггі
- Джон Туртурро — Леон
- Майкл Бадалукко — Чарлі